# Pieprzyca siewna

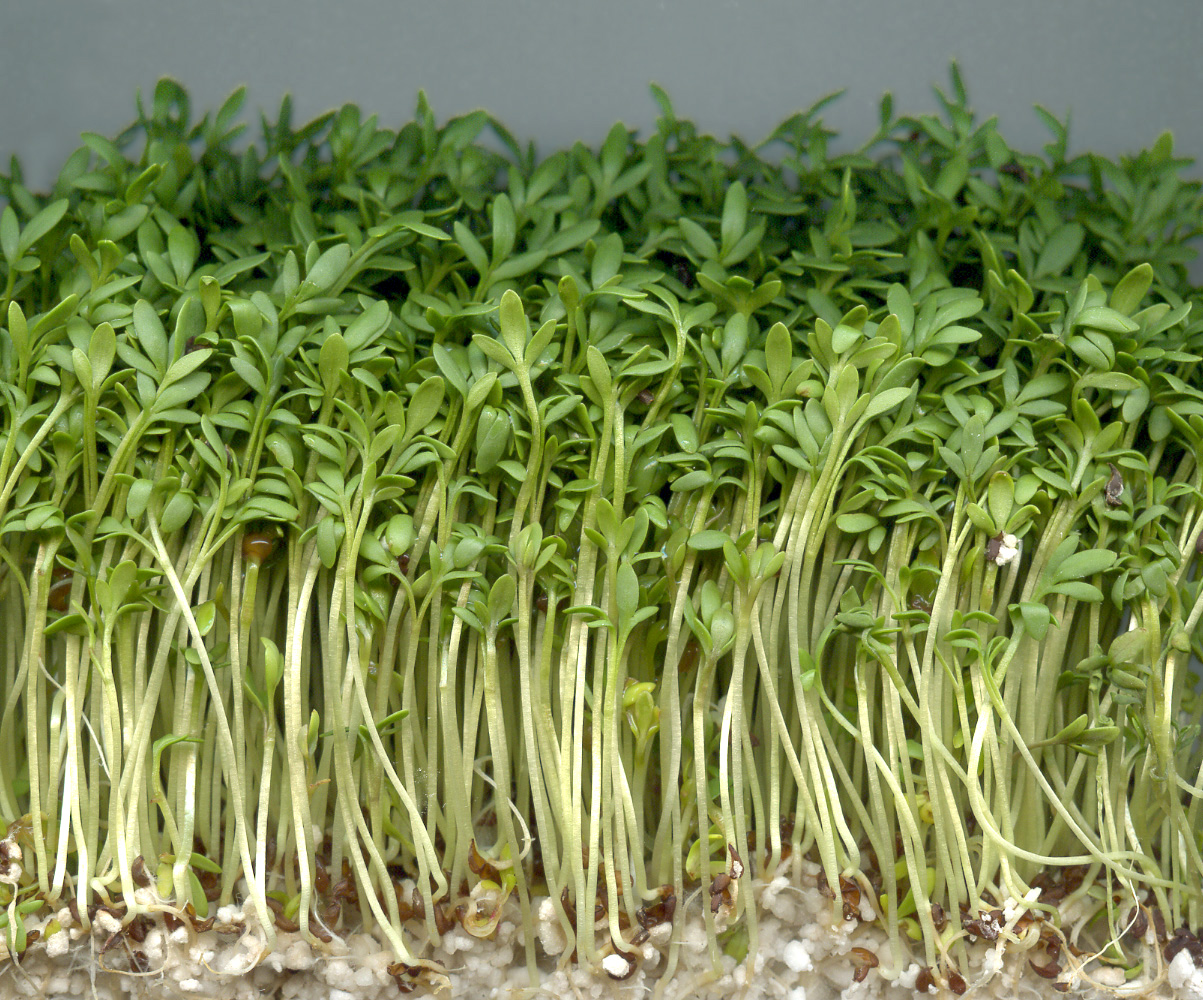
Młode rośliny

Pieprzyca siewna (pot. rzeżucha, rzeżucha ogrodowa lub rzeżucha siewna; Lepidium sativum L.) – gatunek rośliny jednorocznej z rodziny kapustowatych (Brassicaceae). Pochodzi z południowo-zachodniej Azji (na południe i zachód od Turcji, Iranu i Pakistanu) oraz z północno-wschodniej Afryki (Etiopii i Egiptu). Uprawiana i dziczejąca z upraw na całym świecie.
Roślina znana jest w Polsce też pod zwyczajową nazwą „rzeżucha”, „rzeżucha siewna” lub „rzeżucha ogrodowa”, co jest o tyle mylące, że nazwa rzeżucha odnosi się do odrębnego rodzaju roślin.

## Morfologia
ŁodygaOsiąga wysokość 30–60 cm. Wzniesiona, rozgałęziona u góry, z sinozielonym nalotem.
LiścieDolne liście są długoogonkowe, pierzaste o odcinkach całobrzegich lub nacinanych, środkowe są trójdzielne, a górne siedzące, niepodzielne, równowąskie.
KwiatyKwiatostan w formie grona złożony z licznych białych lub jasnoróżowych kwiatów. Kwiaty są drobne, czterokrotne.
OwoceOwocem jest okrągłojajowata, w górze oskrzydlona łuszczynka o długości 5–6 mm, zawierająca dwa gładkie nasiona.
NasionaDrobne, czerwonawobrązowe, kształtu jajowatego, ostro zakończone, o wymiarach 2,2–3,2 mm długości, 1,0–1,5 mm szerokości i 0,6–1,4 mm grubości.

## Zastosowanie
Uprawiana od najdawniejszych czasów jako warzywo. Spożywana najczęściej w stanie pełnego rozwoju liścieni. Używana do przyprawiania zup, sosów, surówek, sałatek i serów. Powszechnie uprawiana przed Wielkanocą jako tradycyjna ozdoba oraz bogate źródło witamin.
Roślina zawiera witaminę C, B1, K. Nasiona zawierają 22–23% oleju, pozyskiwanego kiedyś do celów spożywczych i technicznych.